# Anabarilius qionghaiensis
Anabarilius qionghaiensis är en fiskart som beskrevs av Chen, 1986. Anabarilius qionghaiensis ingår i släktet Anabarilius och familjen karpfiskar. Inga underarter finns listade i Catalogue of Life.